# Idaea bigladiata
Idaea bigladiata is een vlinder uit de familie spanners (Geometridae). De wetenschappelijke naam is voor het eerst geldig gepubliceerd in 1975 door Herbulot.
De soort komt voor in Europa.